# Гетерофеноменология
Гетерофеноменология (др.-греч. ἕτερος — другой, φαινόμενον — явление и λόγος — учение) — термин, введенный Дэниелом Деннетом, чтобы описать научный подход к исследованию сознания и других умственных состояний субъекта. Суть такого подхода состоит в применении антропологических методов совместно с комбинацией самоописания собственного состояния субъекта со всеми другими доступными свидетельствами, для определения его психического состояния. Цель этого подхода состоит в том, чтобы понять, как субъект видит мир, оценить правильность его восприятия без учёта неточностей его самоописания.

## Концепция
Деннетт выдвинул теорию гетерофеноменологии, противопоставив её традиционной картезианской феноменологии, которую сам Деннетт называет «автофеноменологией одинокого волка» (lone-wolf autophenomenology), подчеркивая, что в отличие от его теории, в картезианской феноменологии самосоописание субъекта принимается за основу и считается достоверным. В автофеноменологии достоверными могут считаться только взгляды субъекта на вещи, и только описания того, каким образом эти вещи кажутся субъекту.
Другими словами, гетерофеноменология требует, чтобы мы с одной стороны рассмотрели самонарратив субъекта и вместе с тем приняли во внимание остальные свойства и реакции субъекта, включая его физические реакции на окружающую среду. Мы должны понимать, что самонарратив может сильно расходиться с нашими выводами о состоянии субъекта. Например, мы можем сделать заключение о том, что субъект видит, его зрение функционирует, хотя он утверждает обратное.
Гетерофеноменология является ключевым понятием в философии сознания Деннетта, через неё мы можем узнать все, что может быть известно о внутреннем мире человека. По Деннету эта информация может быть проверена эмпирически и может быть представлена как научное свидетельство.

«В своей книге я иду на все чтобы объяснить, что гетерофеноменология — ничто иное, как научный метод, применимый к феноменам сознания, это способ спасти феноменологию сознания для научного изучения. Я не изобретал гетерофеноменологический метод, а только лишь аккуратно систематизировал основные методы и правила, уже молчаливо одобренные ведущими исследователями.» 

«Caveat Emptor» (reply to Mangan, Toribio, Baars and McGovern), Consciousness and Cognition, 2, (1), 48-57, Mar. 1993

## Критика
Теория Деннета подверглась жёсткой критике со стороны многих ведущих философов и учёных, специализирующихся на исследованиях сознания. Дэвид Чалмерс отметил, что очевидным возражением на предлагаемый Деннетом метод является то, что центральным предметом науки о сознании являются не словесные отчёты или интроспективные суждения, а внутренние переживания. Хотя объяснения словесных отчётов и суждений могут принести определённую пользу, однако они не объясняют внутренний опыт. По словам Чалмерса, центральная проблема гетерофеноменологии не имеет ничего общего с неточностями самоописания, поскольку даже если бы самонарративы не содержали бы ошибок, всё равно объяснение этих самонарративов не объясняло бы внутренний мир человека, которому посвящены эти самонарративы.
Макс Велманс противопоставил гетерофеноменологии критическую феноменологию, которая предполагает доверие к самонарративам во всём, кроме тех моментов, которые вызывают обоснованные сомнения. Большинство учёных изучают самоописания и сознание с позиции критической феноменологии, а не с позиции гетерофеноменологии. В своей статье «Гетерофеноменология и критическая феноменология» Макс Велманс выразил мнение, что гетерофеноменология вместе с отрицанием Деннетом квалиа представляет собой всего лишь попытку защитить философию сознания, основанную на элиминативном материализме.
Кристиан Бенфельдт в своей статье «Философская критика гетерофеноменологии» показал, что корректное использование интроспективных отчетов с позиции первого лица, против которого выступает Деннет, не выходит за рамки научного метода.